# تو همونی (ترانه چارلی ایکس‌سی‌ایکس)
«تو همونی» (به انگلیسی: You're the One) یک ترانه توسط خواننده بریتانیایی چارلی ایکس‌سی‌ایکس می‌باشد که به‌عنوان پنجمین تک‌آهنگ وی و سومین تک‌آهنگ از نخستین ئی‌پی وی به همین نام در ۱۴ ژوئن سال ۲۰۱۲ به طور انحصاری در استرالیا از سوی وارنر موزیک منتشر گردید.

## تو همونی (ئی‌پی)
تو همونی (ئی‌پی) نخستین آلبوم چندآهنگه منتشر شده توسط هنرمند ضبط انگلیسی، چارلی ایکس‌سی‌ایکس می‌باشد. سه نسخه از این ئی‌پی با فهرست آهنگ‌های متفاوت منتشر شده است. این ئی‌پی شامل دو تک‌آهنگ چارلی ایکس‌سی‌ایکس «جلو نیا» و «فصل‌های اتمی» می‌باشد که به طور انحصاری در سال ۲۰۱۱ در انگلیس منتشر شدند. قبل از انتشار این آلبوم در استرالیا آهنگ تیتر به صورت دیجیتالی به‌عنوان تک‌آهنگ اصلی این ئی‌پی در آن منطقه منتشر شد.

### فهرست ترانه‌ها
| نسخهٔ ایالات متحده | نسخهٔ ایالات متحده                 | نسخهٔ ایالات متحده               | نسخهٔ ایالات متحده | نسخهٔ ایالات متحده |
| شماره             | نام                               | نویسنده(ها)                     | تولیدکننده(گان)   | مدت               |
| ----------------- | --------------------------------- | ------------------------------- | ----------------- | ----------------- |
| ۱.                | «تو همونی»                        | شارلوت ایچیسن پاتریک برگر       | برگر              | ۳:۱۷              |
| ۲.                | «تو همونی» (ریمیکس بلاد اورنج)    | ایچیسن برگر                     | برگر              | ۴:۱۵              |
| ۳.                | «فصل‌های اتمی»                     | ایچیسن جاستین رایزن آریل ریچ‌شید | ریچ‌شید            | ۳:۴۶              |
| ۴.                | «فصل‌های اتمی» (ریمیکس بالام اکاب) | ایچیسن رایزن ریچ‌شید             | ریچ‌شید            | ۴:۴۶              |
| مجموع مدت:        | مجموع مدت:                        | مجموع مدت:                      | مجموع مدت:        | ۱۶:۰۴             |

| نسخهٔ بریتانیایی | نسخهٔ بریتانیایی                                            | نسخهٔ بریتانیایی             | نسخهٔ بریتانیایی | نسخهٔ بریتانیایی |
| شماره           | نام                                                        | نویسنده(ها)                 | تولیدکننده(گان) | مدت             |
| --------------- | ---------------------------------------------------------- | --------------------------- | --------------- | --------------- |
| ۱.              | «تو همونی»                                                 | ایچیسن برگر                 | برگر            | ۳:۱۶            |
| ۲.              | «خیلی دور»                                                 | ایچیسن پال وایت تاد راندگرن | راندگرن وایت    | ۳:۲۳            |
| ۳.              | «تو همونی» (ریمیکس اینترنت از آد فیوچر؛ با همراهی مایک جی) | ایچیسن برگر مایک گریفین     | برگر            | ۲:۵۹            |
| ۴.              | «تو همونی» (ریمیکس بلاد اورنج)                             | ایچیسن برگر                 | برگر            | ۴:۱۶            |
| ۵.              | «تو همونی» (ریمیکس ست لوسیا)                               | ایچیسن برگر                 | برگر            | ۴:۲۱            |
| مجموع مدت:      | مجموع مدت:                                                 | مجموع مدت:                  | مجموع مدت:      | ۱۸:۱۵           |

| نسخهٔ استرالیایی | نسخهٔ استرالیایی                                            | نسخهٔ استرالیایی     | نسخهٔ استرالیایی | نسخهٔ استرالیایی |
| شماره           | نام                                                        | نویسنده(ها)         | تولیدکننده(گان) | مدت             |
| --------------- | ---------------------------------------------------------- | ------------------- | --------------- | --------------- |
| ۱.              | «تو همونی»                                                 | ایچیسن برگر         | برگر            | ۳:۱۶            |
| ۲.              | «جلو نیا»                                                  | ایچیسن رایزن ریچ‌شید | ریچ‌شید          | ۳:۵۱            |
| ۳.              | «فصل‌های اتمی»                                              | ایچیسن رایزن ریچ‌شید | ریچ‌شید          | ۳:۴۴            |
| ۴.              | «فصل‌های اتمی» (ریمیکس بالام اکاب)                          | ایچیسن رایزن ریچ‌شید | ریچ‌شید          | ۴:۴۶            |
| ۵.              | «تو همونی» (ریمیکس بلاد اورنج)                             | ایچیسن برگر         | برگر            | ۴:۱۶            |
| ۶.              | «تو همونی» (ریمیکس اینترنت از آد فیوچر؛ با همراهی مایک جی) | ایچیسن برگر گریفین  | برگر            | ۲:۵۹            |
| مجموع مدت:      | مجموع مدت:                                                 | مجموع مدت:          | مجموع مدت:      | ۲۲:۵۲           |

## تاریخچهٔ انتشار
| منطقه        | تاریخ           | ناشر                          | فرمت           |
| ------------ | --------------- | ----------------------------- | -------------- |
| ایالات متحده | ۱۲ ژوئن ۲۰۱۲    | آی‌ام‌ساوند رکوردز              | دانلود دیجیتال |
| بریتانیا     | ۱۴ سپتامبر ۲۰۱۲ | اسایلم رکوردز آتلانتیک رکوردز | دانلود دیجیتال |
| استرالیا     | ۲۱ سپتامبر ۲۰۱۲ | وارنر موزیک                   | دانلود دیجیتال |
| استرالیا     | ۲۸ سپتامبر ۲۰۱۲ | وارنر موزیک                   | سی‌دی           |